# Червоний берил
Червоний берил - надзвичайно рідкісний різновид берилу, а також один з найрідкісніших мінералів на Землі. Раніше відомий як біксбіт, який продавався як червоний смарагд. 
Дорогоцінний камінь отримує червоний колір від іонів марганцю, вбудованих усередину кристалів берилію-алюмінієвого циклосилікату. Колір червоного берилу стійкий до 1000 градусів. Червоний берил може бути різних відтінків, таких як полуниця, яскравий рубін, вишня та помаранчевий.
Найбільші кристали червоного берилу мають ширину близько 2 см (0,79 дюйма) і 5 см (2,0 дюйма) завдовжки. Однак більшість кристалів мають довжину менше 1 см (0,39 дюйма).
Червоний берил був відкритий у 1904 році Мейнардом Біксбі в горах Ва-Ва в штаті Юта. У 1912 році Альфред Епплер назвав дорогоцінний камінь біксбітом на честь Мейнарда Біксбі. Старий синонім «біксбійт» не вживається, оскільки він може спричинити плутанину з мінералом біксбіт.

### Розповсюдження
Найбільша концентрація червоного берилу дорогоцінного кольору надходить із Рубіново-Фіолетового Клайму в горах Ва-Ва на середньому заході штату Юта, відкритого в 1958 році Ламаром Ходжесом з Філмора, штат Юта, коли він шукав уран.
Червоний берил зустрічається дуже рідко, і про нього повідомляють лише в кількох місцях: гори Ва-Ва, Парамаунт-Каньйон, Раунд-Маунтин та округ Джуаб. Цей дорогоцінний камінь також у тисячу разів рідкіший за золото.
За даними Геологічної служби Юти, один червоний берил знайдено на кожні 150 000 алмазів. За даними геммологічної асоціації Великої Британії, червоний берил у 2 карати має таку ж рідкість, як і 40-каратний діамант.
Кажуть, що за червоний берил приблизно така ж ціна як за смарагд, хоча він у сто разів рідкісніший за смарагд. Його рідкісність зробила його менш популярним, але червоні кристали берилу вагою понад 1 карат у 2008 році можна було продати за 5000 доларів США або більше.

### Характеристика
Червоні берилові шорсткі кристали можна легко відрізнити за гексагональними кристалічними системами. Відомо, що цей дорогоцінний камінь плутають з пеццоттаїтом, цезієвим аналогом берилу, який був знайдений на Мадагаскарі та нещодавно в Афганістані; дорогоцінні камені двох різновидів можна відрізнити за їх різницею в показнику заломлення. Червоний берил має вкраплення на зразок пір’я. Деякі мінеральні включення містять кварц, польовий шпат, гематит і біксбіт.

### Формування
У той час як дорогоцінні берили зазвичай зустрічаються в пегматитах і деяких метаморфічних породах, червоний берил утворюється в ріолітах, що містять топаз. Утворюється шляхом кристалізації під низьким тиском і високою температурою з пневматолітичної фази вздовж тріщин або в приповерхневих міаролітових порожнинах ріоліту. Супутні мінерали включають біксбіїт, кварц, ортоклаз, топаз, спесартин, псевдобрукіт і гематит. Темно-червоний колір приписують іонам Mn3+. Виробляється також синтетичний червоний берил.